# Warren E. Burger
Warren Earl Burger (25 de junio de 1907–17 de septiembre de 1995) fue un abogado estadounidense, decimoquinto presidente de la Corte Suprema de los Estados Unidos, sirviendo de 1969 a 1986.  

## Biografía
Nacido en Saint Paul, Minesota, Burger se graduó del St. Paul College of Law en 1931. Colaboró para asegurar el apoyo de la delegación de Minesota a Dwight D. Eisenhower en la Convención Nacional Republicana de 1952. Después de que Eisenhower ganara las elecciones presidenciales de 1952 nombró a Burger como fiscal general adjunto a cargo de la División Civil. En 1956, Eisenhower nominó exitosamente a Burger a la Corte de Apelaciones de los Estados Unidos para el Circuito del Distrito de Columbia, sirviendo en ella hasta 1969.
En 1969, el presidente Richard Nixon nominó a Burger para suceder al presidente de la Suprema Corte Earl Warren, Burger fue confirmado por el Senado. No emergió como una fuerza intelectual en la Corte, pero buscó mejorar la administración del poder judicial federal. También ayudó a establecer el Centro Nacional de Tribunales Estatales y la Sociedad Histórica de la Corte Suprema. Burger permaneció en la corte hasta su jubilación en 1986, cuando se convirtió en presidente de la Comisión sobre el Bicentenario de la Constitución de los Estados Unidos. Fue sucedido como presidente de la Corte Suprema por William H. Rehnquist, quien se había desempeñado como juez asociado desde 1972. 

### Escándalo de Watergate
En 1974, Burger escribió la opinión unánime en Estados Unidos vs. Nixon, que rechazó la invocación del privilegio ejecutivo de Nixon a raíz del escándalo de Watergate, el fallo jugó un papel importante en la renuncia de Nixon. Burger se unió a la mayoría en Roe vs. Wade al sostener que el derecho a la privacidad prohibía a los estados denegar el aborto. Su opinión con la mayoría en INS. v. Chadha anuló el veto legislativo de una sola cámara.
Burger se retiró el 26 de septiembre de 1986, en parte para liderar la campaña para conmemorar el bicentenario de la Constitución de los Estados Unidos en 1987, momento en el que encargó la construcción del Monumento al Bicentenario de la Constitución (El Monumento Nacional a la Constitución de los Estados Unidos).

### Un conservador
Aunque Burger fue percibido como un conservador, y en su periodo como presidente la corte emitió numerosas decisiones conservadoras, también se emitieron algunas decisiones liberales con respecto al aborto, la pena capital, la Cláusula de Establecimiento y la eliminación de la segregación escolar durante su mandato.